# Escuela Técnica Superior de Ingeniería Informática de la UNED

La Escuela Técnica Superior de Ingeniería Informática de la Universidad Nacional de Educación a Distancia (UNED) es un centro público-estatal de educación superior, de ámbito nacional e internacional, con una extensa red de centros asociados, que prepara y expide los títulos de grado en ingeniería informática, grado TIC, másteres (de investigación y profesionales) y doctorados. La ETSI Informática de la UNED se diferencia por el fomento del autoaprendizaje a través de libros y ordenador, combinado con tutorías presenciales o virtuales en cada centro asociado y la tecnología e-learning: cursos virtuales en Web, e-mail, videoconferencias, chats, newsgroups, foros y cursos abiertos (OCW-UNED ), junto con otros servicios ofrecidos por Internet como FTP/SFTP. Los alumnos egresados de esta institución poseen un conocimiento del idioma inglés de al menos el B1 del Marco Común Europeo de Referencia para las lenguas.

## Historia
En 1991 se crea la Escuela Universitaria de Informática de la UNED. La creación de este centro está justificada por las características especiales de los estudios de informática y de las técnicas comprendidas en los mismos, cada vez más extendidas, no solo en el campo de la Informática en sentido estricto, sino las restantes áreas de la actividad industrial, empresarial e investigadora, que requieren una amplia gama de puestos de trabajo, con distintos niveles de formación.
Posteriormente, en el año 2001 se convierte en Escuela Técnica Superior de Ingeniería en Informática, con motivo de la apertura de los nuevos estudios de segundo ciclo conducentes a la titulación de Ingeniería Superior en Informática. En el curso 2010-2011 se comienzan a impartir los estudios de grado según los criterios del Espacio Europeo de Educación Superior en sustitución de los antiguos planes de estudio de ingeniero e ingeniero técnico.

## Departamentos de la Escuela
- Lenguajes y Sistemas Informáticos
- Inteligencia Artificial
- Informática y Automática
- Ingeniería del Software y Sistemas Informáticos
- Sistemas de Comunicación y Control

## Departamentos interfacultativos
- Organización de Empresas
- Economía de la Empresa y Contabilidad
- Física de los Materiales
- Estadística, Investigación Operativa y Cálculo
- Matemáticas Fundamentales
- Matemática Aplicada I
- Mecánica
- Ingeniería Eléctrica, Electrónica y de Control
- Ingeniería de Construcción y Fabricación[5]

## Grupos de Investigación
- Departamento de Lenguajes y Sistemas Informáticos

Procesamiento del Lenguaje Natural (NLP Group)
Entornos Interactivos de Enseñanza y Aprendizaje (LTCS Group)
- Departamento de Inteligencia Artificial

Centro de Investigación sobre Sistemas Inteligentes de Ayuda a la Decisión (CISIAD)
aDeNu
SIEA
Sistemas Inteligentes: Modelado, Desarrollo y Aplicaciones (SIMDA)
- Departamento de Informática y Automática

Modelado, simulación y control de procesos
Informática Industrial
- Departamento de Ingeniería de Software y Sistemas Informáticos

Calidad de Software
Gráficos por computador y realidad virtual
Ingeniería de Software
Robótica y visión artificial
RFID Middleware
- Departamento de Sistemas de Comunicación y Control

Técnicas en el espacio de parámetros, multifrecuenciales y de cálculo de orden fraccional para el diseño de controladores

## Patrón
El patrón de la Escuela de Ingeniería en Informática de la UNED es Ramon Llull, ya que en sus obras filosóficas anticipó la lógica como cálculo mecánico con símbolos en el que se aplicaba un método, los métodos heurísticos de la Inteligencia Artificial, los sistemas generativos, los grafos, las redes semánticas y los diagramas de Venn. Por los citados motivos, en mayo de 2001 se acordó que sería el patrón de los informáticos en España, celebrando su festividad cada 27 de noviembre.